# مقاطعة متبان
مقاطعة متبان (بالصومالية: Degmada Matabaan)‏ هي إحدى مقاطعات محافظة هيران بولاية هيرشبيلي بوسط الصومال.